# The Fury of The Aquabats!
The Fury of The Aquabats! é o segundo álbum de estúdio da banda The Aquabats, lançado em 28 de outubro de 1997.

## Faixas
Todas as faixas escritas por The Aquabats, exceto onde anotado. 
1. "Super Rad!" — 3:02
2. "Red Sweater!" — 3:24
3. "Magic Chicken!" — 3:40
4. "Fight Song!" — 1:13
5. "Cat with 2 Heads!" — 3:01
6. "The Story of Nothing!" — 2:54
7. "Captain Hampton and the Midget Pirates!" — 4:03
8. "Martian Girl!" — 2:46
9. "Attacked by Snakes!" — 5:01
10. "Idiot Box!" (Creed Watkins, Parker Jacobs) — 2:00
11. "Powdered Milk Man!" — 3:04
12. "My Skateboard!" — 2:43
13. "Phantasma del Mar!" — 3:12
14. "Lobster Bucket!" — 2:42
15. "Theme Song!" — 1:48
16. "Playdough Revisited!" (faixa escondida, após 2:34 de silêncio) — 6:43

## Desempenho nas paradas musicais
| Parada musical (1997)            | Posição |
| -------------------------------- | ------- |
| Estados Unidos - Billboard 200   | 172     |
| Estados Unidos - Top Heatseekers | 12      |

## Créditos
- The Bat Commander! — Vocal
- Jaime the Robot! — Saxofone, clarinete, piano, vocal, flauta
- Chainsaw, The Prince of Karate! — Guitarra elétrica e acústica, vocal
- Prince Adam! — Trompete, vocal
- Crash McLarson! — Baixo, vocal
- Catboy! — Trompete, vocal
- The Baron von Tito! — Bateria, percussão
- Ultra Kyu! — Guitarra elétrica e acústica, piano, banjo, violino, vocal